# Aspach-le-Bas
Aspach-le-Bas je občina v departmaju Haut-Rhin francoske regije Alzacija.
Leta 2007 je v občini živelo 1.307 oseb oz. 163 oseb/km².